# Lange Straße 65 (Oebisfelde)

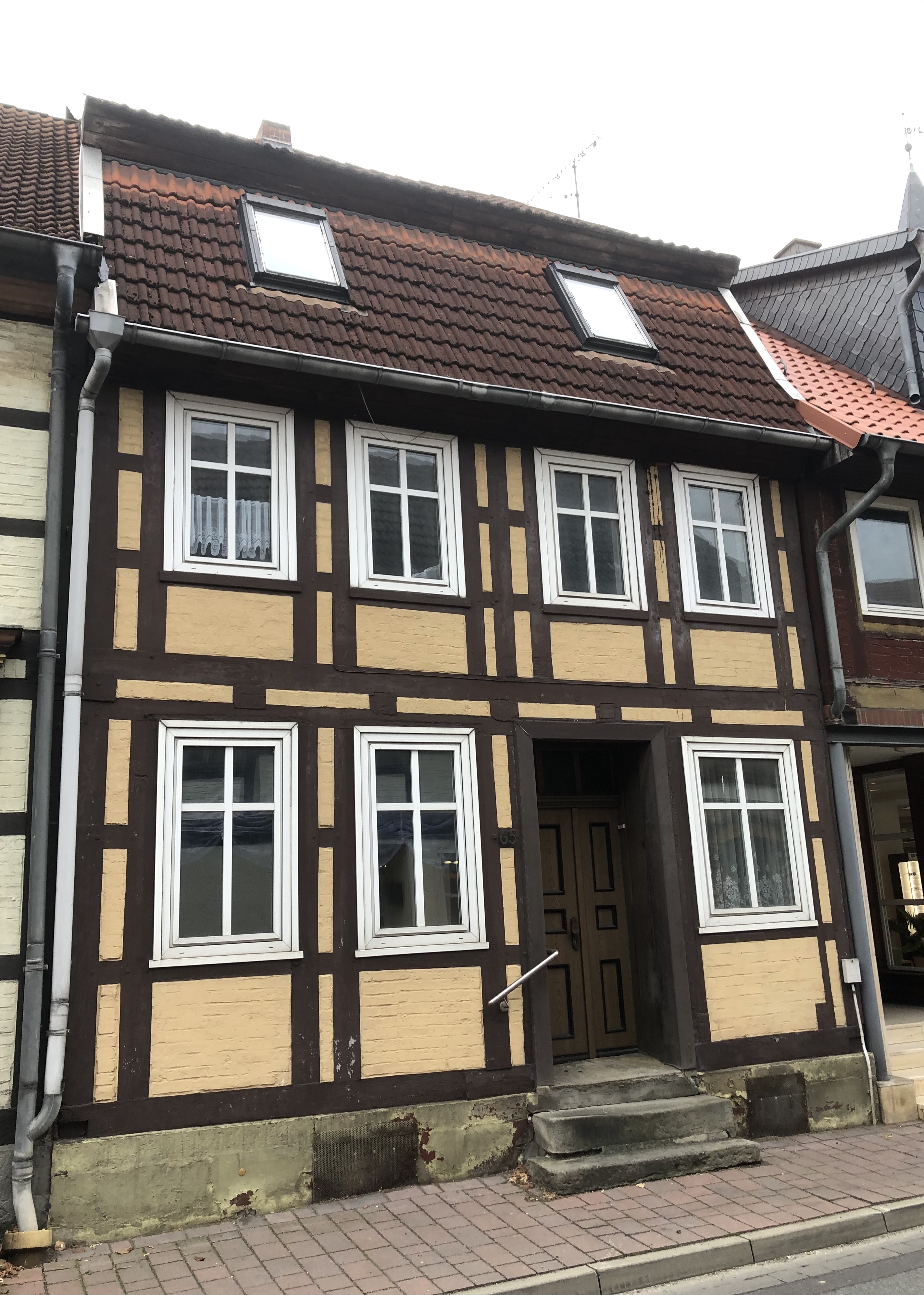
Haus Lange Straße 65 im Jahr 2021

Die Lange Straße 65 ist ein denkmalgeschützter Ackerbürgerhof in Oebisfelde-Weferlingen in Sachsen-Anhalt.

## Lage
Das Anwesen befindet sich im Zentrum des Ortsteils Oebisfelde auf der Westseite der Langen Straße, nahe ihrem nördlichen Ende. Südlich grenzt das gleichfalls denkmalgeschützte Gebäude Lange Straße 64 an. Es gehört zum Denkmalbereich der Altstadt Oebisfelde. 

## Architektur und Geschichte
Der Ackerbürgerhof entstand im 18. Jahrhundert. Zur Straße hin besteht ein schmales zweigeschossiges Fachwerkhaus mit vierachsiger Fassade. Zur Rückseite hin bestehen als Wirtschaftsgebäude angelegte Bauten. Um den sehr engen Hof gruppieren sich Ställe, Scheunen und Lager, die zum Teil heute jedoch ebenfalls Wohnzwecken dienen. Insgesamt wurde das Anwesen etwa Anfang des 21. Jahrhunderts deutlich verändert.
Im örtlichen Denkmalverzeichnis ist der Ackerbürgerhof unter der Erfassungsnummer 094 82992 als Baudenkmal verzeichnet.
Der Hof ist eines der wenigen erhalten Objekte seiner Art in Oebisfelde, obwohl diese Hofanlagen in der Vergangenheit typisch für die Stadt waren. Er gilt als sozialgeschichtlich und städtebaulich wichtig.